# لامبريدو
لامبريدو (بالإسبانية: Lampreado أو Lambreado) ويدعى كذلك باسم «باياغوا ماسكادا» (Payaguá Mascada). هو طبق شائع في مطبخ الباراغواي يتميز بقيمته الغذائية العالية.
هو عبارة عن كرات مقلية من اللحم وهو يعتمد بشكل أساسي على واحد من المكونات الأكثر تميزاً للطعم في شمال شرق الباراغواي وهي نبات البفرة (هي نبات من فصيلة فربيونية تكون جذورها صالحة للاكل وبسبب محتواها العالي من النشا فإن النبتة تُستخدم لإنتاج الدقيق عالي البروتين).
يمكن الاحتفاظ باللامبريدو لعدة أيام، وهو طبق مناسب لتناوله خلال الرحلات. في محافظة ميسيونس في الباراغواي يُطلق اسم «لامبريدو» (Lambreado) على الطبق المصنوع من لحم البقر أو الدجاج والمسمى في الأماكن الأخرى باسم «مارينيرا» (marinera).

## أصل التسمية
على الرغم من إن كلمة "Lambreado" هي كتابة خاطئة لكلمة "Lampreado" الصحيحة وهي مأخوذة من الفعل "lamprear"، إلا إن هناك القليل من المعلومات حول أصل أسم هذه الكرات المقلية المصنوعة من البفرة.
في باراغواي وهي دولة ثنائية اللغة قشتالية - غوارانية، وفي شمال شرق الأرجنتين (حيث يتم التحدث بلغة الغواراني أيضًا) يطلق عليها أٍسم «باياغوا ماسكادا» (payaguá mascada) وهي إشارة إلى إحدى قبائل الشعب الغواراني «باياغوا» (payaguáes) الذين سكنوا جغرافية باراجواي في عصور ما قبل كولومبوس.

## المكونات
هناك أنواع متعددة من اللامبريدو. والمكونات الأكثر تقليدية هي: البفرة واللحم المفروم والمسلوق والثوم والبصل والملح والزيت وفتات الخبز. في الأنواع الأخرى الأثقل (ولكن بحسب العديد من الأشخاص أطيب) تُستخدم أنواع أخرى من الدهون ويُخلط النشا والبفرة مع اللحم النيء.

## طريقة التحضير
طريقة التحضير بسطية حيث تُقشر البفرة ومن ثم تُطهى في ماء مملح حتى تصبح طرية بشكل معقول وليس كثيراً. بعدها تُهرس وتُخلط مع اللحم المفروم والثوم والملح وفتات الخبز والبصل المقلي مسبقاً. ومن ثم تُشكل العجينة بشكل كرات صغيرة وتقلى بالزيت. لتقليل قيمته من السعرات الحرارية ولجعل الطبق أخف، يوصى بتقديم اللامبريدو مع سلطة خضار مشكلة.